# روبرت هاو (سياسي)
روبرت هاو (بالإنجليزية: Robert Howe) هو ضابط وسياسي أمريكي، ولد في 1732 في مقاطعة برونزويك في الولايات المتحدة، وتوفي في 14 ديسمبر 1786 في مقاطعة بلادين في الولايات المتحدة. انتخب عضو مجلس نواب كارولينا الشمالية.